# Vaupoisson
Vaupoisson és un municipi francès situat al departament de l'Aube i a la regió del Gran Est. L'any 2007 tenia 144 habitants.

## Demografia

### Població
El 2007 la població de fet de Vaupoisson era de 144 persones. Hi havia 60 famílies de les quals 16 eren unipersonals (12 homes vivint sols i 4 dones vivint soles), 28 parelles sense fills i 16 parelles amb fills.
La població ha evolucionat segons el següent gràfic:
Habitants censats

### Habitatges
El 2007 hi havia 69 habitatges, 60 eren l'habitatge principal de la família, 4 eren segones residències i 5 estaven desocupats. Tots els 69 habitatges eren cases. Dels 60 habitatges principals, 50 estaven ocupats pels seus propietaris, 9 estaven llogats i ocupats pels llogaters i 1 estava cedit a títol gratuït; 2 tenien dues cambres, 8 en tenien tres, 20 en tenien quatre i 30 en tenien cinc o més. 29 habitatges disposaven pel capbaix d'una plaça de pàrquing. A 27 habitatges hi havia un automòbil i a 30 n'hi havia dos o més.

### Piràmide de població
La piràmide de població per edats i sexe el 2009 era:
| Homes | Edats   | Dones |
| ----- | ------- | ----- |
| 0     | 95 o +  | 0     |
| 0     | 90 a 94 | 4     |
| 0     | 85 a 89 | 0     |
| 0     | 80 a 84 | 0     |
| 4     | 75 a 79 | 0     |
| 4     | 70 a 74 | 8     |
| 4     | 65 a 69 | 4     |
| 4     | 60 a 64 | 4     |
| 4     | 55 a 59 | 0     |
| 12    | 50 a 54 | 12    |
| 4     | 45 a 49 | 4     |
| 8     | 40 a 44 | 4     |
| 8     | 35 a 39 | 12    |
| 8     | 30 a 34 | 0     |
| 0     | 25 a 29 | 4     |
| 0     | 20 a 24 | 0     |
| 0     | 15 a 19 | 4     |
| 8     | 10 a 14 | 0     |
| 0     | 5 a 9   | 16    |
| 4     | 0 a 4   | 4     |

## Economia
El 2007 la població en edat de treballar era de 85 persones, 57 eren actives i 28 eren inactives. De les 57 persones actives 52 estaven ocupades (28 homes i 24 dones) i 5 estaven aturades (3 homes i 2 dones). De les 28 persones inactives 10 estaven jubilades, 9 estaven estudiant i 9 estaven classificades com a «altres inactius».

### Ingressos
El 2009 a Vaupoisson hi havia 66 unitats fiscals que integraven 145 persones, la mediana anual d'ingressos fiscals per persona era de 15.780 €.

### Activitats econòmiques
Dels 4 establiments que hi havia el 2007, 2 eren d'empreses de construcció, 1 d'una empresa de comerç i reparació d'automòbils i 1 d'una empresa immobiliària.
Els 2 serveis als particulars que hi havia el 2009 eren fusteries.
L'any 2000 a Vaupoisson hi havia 9 explotacions agrícoles que ocupaven un total de 708 hectàrees.

## Equipaments sanitaris i escolars
El 2009 hi havia una escola elemental integrada dins d'un grup escolar amb les comunes properes formant una escola dispersa.

## Poblacions més properes
El següent diagrama mostra les poblacions més properes.